# Pestalozzis Berg
Pestalozzis Berg ist ein Spielfilm von Peter von Gunten aus dem Jahr 1989. Er entstand in Co-Produktion von Schweiz, Deutscher Demokratischer Republik, Bundesrepublik Deutschland und Italien.

## Handlung
Der Schweizer Pädagoge Johann Heinrich Pestalozzi kommt im Sanatorium Gurnigelbad am Pass Gurnigel an, wo ihm der Leiter Zehender einen großen Empfang bereiten will. Pestalozzi lehnt jede Beachtung ab und zieht sich auf sein Zimmer zurück. Er befindet sich in einer tiefen Lebenskrise. Immer wieder denkt er an das letzte halbe Jahr zurück: Er hat vor einem halben Jahr im Dezember 1798 im Kloster St. Clara in Stans ein Heim für die Waisenkinder des Krieges eröffnet. Es ist eine staatliche Anstalt, deren Leitung Pestalozzi übertragen wurde. Die ersten Kinder holte er in das Heim, indem er auf eine leere Essensschale klopfte und ihnen so verständlich machte, dass Essen auf sie wartet. Viele der Kinder, die mit der Zeit zu ihm kamen, konnten nicht einmal sprechen. Er gab ihnen Essen und ein Lager für die Nacht und holte sie so von den Straßen der Gegend weg. Auch Eltern brachten zunehmend Kinder zu ihm, wollten jedoch eine Bezahlung dafür haben, dass Pestalozzi sich ihrer annahm. Er verweigerte eine Bezahlung, sodass sich zunehmend der Zorn der Eltern gegen Pestalozzi richtete. Zschokke vom Ministerium besuchte das Heim nach einigen Monaten und war der Meinung, dass die Kinder in der bisherigen Zeit nicht genug gelernt hätten. Da Pestalozzis Versuche, das Heim durch den Anbau und späteren Verkauf von Färberkrapp und Flachs selbst zu finanzieren, fehlschlugen, war das Heim auf staatliche Unterstützung angewiesen. Mehrausgaben finanzierte Pestalozzi durch das Vermögen seiner Frau, das jedoch nach einigen Monaten aufgebraucht war. Weil die Regierung durch den Krieg gegen Frankreich ein Lazarett benötigte, wurde Pestalozzis Heim schließlich geräumt. Die Kinder wurden abtransportiert und ihm „weggenommen“, wie er nun nach einem halben Jahr bitter resümiert. Auch seine Frau Anna trennte sich von ihm, hat er doch anderen stets mehr von sich gegeben als der eigenen Familie. Selbst seinen Sohn konnte er nicht erziehen, forderte zu viel von ihm und stand seinen schon früh auftretenden epileptischen Anfällen hilflos gegenüber.
Im Sanatorium gilt Pestalozzi bald als wunderlicher Einzelgänger. Den Sanatoriumsgästen gegenüber tritt er unhöflich und ruppig auf, findet aber bald Zugang zum Stubenmädchen Mädi. Obwohl sie ihm gegenüber misstrauisch ist, nimmt sie sein Angebot an, ihr Lesen und Schreiben beizubringen. Mädi lernt nur langsam, gibt jedoch nicht auf, auch wenn Pestalozzi gelegentlich die Geduld verliert. Um Pestalozzi wiederum kümmert sich Zehender, ist er doch ein Bewunderer des Humanisten. Er verschafft ihm einen neuen Rock, um ihn den Gästen angenehmer zu machen, und unternimmt mit ihm Wanderungen auf ein Bergplateau. Nur selten weiß Pestalozzi diese Bemühungen um ihn zu schätzen. Als Pestalozzi eines Tages selbst den Berg ersteigt, nachdem er von seiner Frau einen Brief erhalten hat, in dem diese vom schlechten Gesundheitszustand des gemeinsamen Sohnes berichtet, erleidet Pestalozzi einen epileptischen Anfall und bleibt hilflos am Berghang liegen. Es ist Zehender, der eine große Suche nach ihm einleitet und ihn anschließend pflegen lässt. Pestalozzi hat nun mehr Verständnis für seinen Sohn. Er kümmert sich zudem weiter um Mädi, die große Fortschritte macht. Bei einer Präsentation der „Sensation Mädi“, die der rührige Zehender in seinem Haus organisiert hat, erklärt Pestalozzi, dass er keine Unterrichtsmethode habe, die er anderen erklären könne. Er verweist auf die Kinder, die ihm einst weggenommen wurden und verstummt. Mädi wiederum liest aus einem Buch einen Text, den sie selbst aufgeschrieben hat. Das versammelte Publikum applaudiert, während Pestalozzi den Raum unbemerkt verlässt. Er begibt sich allein auf den Berg und beginnt wie einst, auf einer leeren Essensschale zu klopfen.

## Produktion
Pestalozzis Berg beruht auf dem gleichnamigen Roman von Lukas Hartmann, der auch am Drehbuch beteiligt war. Die Kostüme schufen Werner Bergemann und Greti Kläy, das Szenenbild stammt von Harry Leupold. Nach historischen Dokumenten wurden einige von Pestalozzis Aufenthaltsorten im DEFA-Studio für Spielfilme in Potsdam-Babelsberg nachgebaut (z. B. das Gurnigelbad). Alle Außenaufnahmen fanden in der Schweiz statt. Für manche Drehorte wurden umfangreiche zeithistorische Ergänzungen angefertigt, beispielsweise die Silhouette eines Dorfes.
Der Film erlebte am 15. Februar 1989 auf den Internationalen Filmfestspielen Berlin 1989 seine Premiere, wo er im Wettbewerb um den Goldenen Bären lief. Die Erstaufführung in der DDR war am 16. März 1989 im Berliner Kino International; der Film kam am folgenden Tag in die Kinos der DDR. Im Jahr 2010 erschien der Film auf DVD.

## Kritik
„Der äußerlich spröde Film entwirft das Bild eines Mannes, der seine revolutionären Erziehungstheorien gegen starke Widerstände fast schon besessen in die Tat umzusetzen versucht und daran körperlich und seelisch beinahe zerbricht“, resümierte der film-dienst. Andere Kritiker bemängelten, dass der Film nichts Neues über Pestalozzi biete und nicht anklingen lasse, dass Pestalozzi nach der Krise mit seiner Zeit an der Internatsschule in Yverdon ein weiteres Lebenshoch erlebte. Der Film sei zudem „eher gemütlicher Machart“. Die Neue Zürcher Zeitung nannte den Film einen „beachtlichen Versuch einer Wiedererweckung“ Pestalozzis, betonte jedoch, dass der Film nicht aus einem Guss sei. Der Filmspiegel kritisierte, dass es Regisseur von Gunten nicht gelinge, die Innenwelt Pestalozzis für den Zuschauer begreifbar zu machen: Darsteller Volonté würde so „unbewegt, unbeteiligt und unbeteiligend durch die Alpen […] wandern“.